# Намжилов Чиміт-Регзен
Намжилов Чиміт-Регзен (1926—1990) — радянський бурятський поет, народний поет Бурятії, Заслужений працівник культури Бурятії, Заслужений працівник культури Росії.

## Біографія
Народився в місцевості Жебхесен Агінського Бурятського автономного округу Бурят-Монгольської АРСР.
Закінчив Бурятський педагогічний інститут ім. Доржи Банзарова. У 1949 році почав працювати літературним співробітником газети «Бурят Унен».
Працював редактором журналу «Байкал», заступником голови Держтелерадіо Бурятської АРСР. Працівник культури Росії.
Займався журналістикою, був завідувачем відділенням ТАРС в Монголії. У роки перебування в Монголії переводив бурятською мовою твори монгольських авторів, редагував для Бурятського книжкового видавництва їх книги. Все це, як і збірник «В країні Сухе-Батора», — внесок поета в розвиток культурних зв'язків двох народів, сторінка в літописі їхньої дружби.
Повернувшись до Бурятії працював відповідальним секретарем Спілки письменників Бурятії.